# Acanthistius
Acanthistius ist eine Gattung der Barschartigen (Perciformes), die in gemäßigt temperierten Meeren an den Küsten des südlichen Afrikas, des südlichen Australiens, Neuseelands und des südlichen Südamerikas vorkommt.

## Merkmale

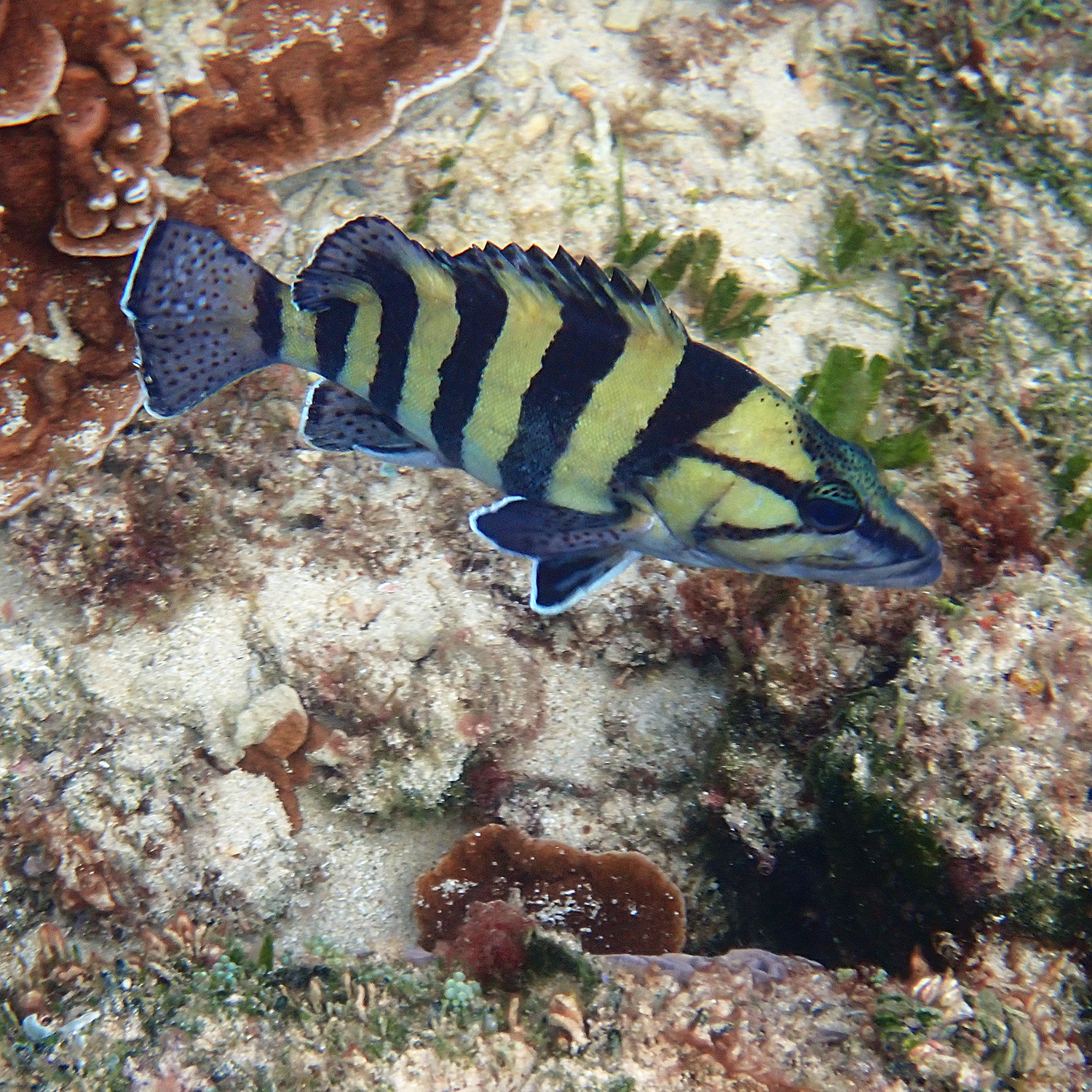
Acanthistius cinctus

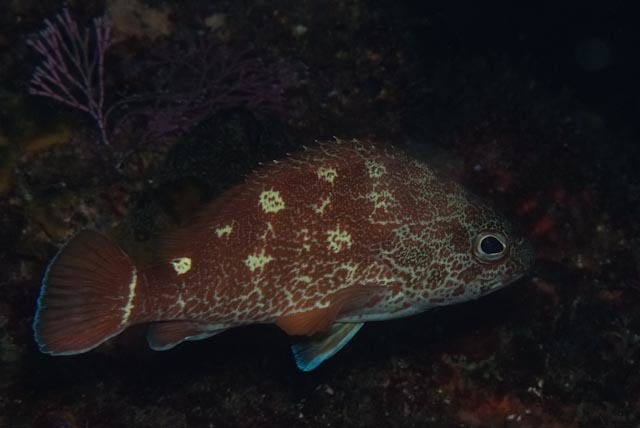
Acanthistius joanae

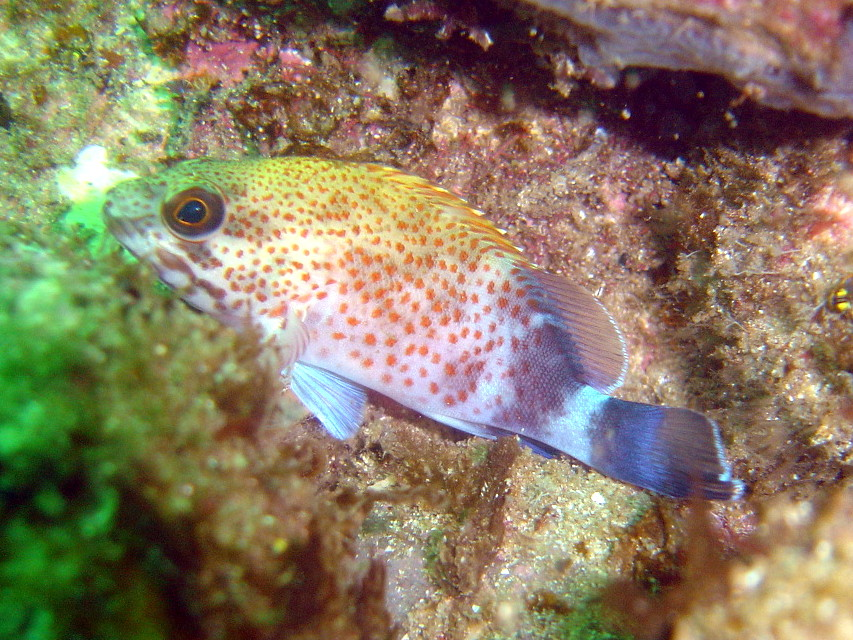
Acanthistius sebastoides

Acanthistius-Arten werden 14 bis 60 cm lang und haben eine typische bullige Barschgestalt mit einer durch eine kleine Einbuchtung in einen hart- und einen weichstrahligen Abschnitt geteilten Rückenflosse. Sie wird von 11 bis 13 Stacheln und 13 bis 18 segmentierten und verzweigten Flossenstrahlen gestützt. Bei der Afterflosse sind es drei Stacheln und 7 bis 9 segmentierte und verzweigte Flossenstrahlen. Die Schwanzflosse ist eingebuchtet und wird von 15 verzweigten Flossenstrahlen gestützt. Die meisten der 15 bis 21 Flossenstrahlen der Brustflossen sind verzweigt. Die Schuppen sind kleine Kammschuppen und an Kopf, Brust und Bauch meist in der Haut eingebettet. 48 bis 67 Schuppen verlaufen entlang der vollständigen Seitenlinie. Das Maul ist endständig und reicht bis unter die Augen. Beide Kiefer sind gleich lang. Die Prämaxillare ist leicht vorstreckbar. Die Kiefer sind mit einer äußeren Reihe größerer, gebogener Fangzähne und inneren Zahnreihen mit kleinen, schlanken Zähnen besetzt. Auch der Gaumen ist bezahnt. Die Zunge ist glatt. Das Präoperculum ist am Rand gesägt und hat zwei bis drei größere Stacheln am unteren Rand. Der Kiemendeckel hat drei scharfe Stacheln von denen der obere und untere aber meist mit Haut bedeckt sind. Die Anzahl der Branchiostegalstrahlen liegt bei sieben. Der untere Ast des ersten Kiemenbogens trägt 13 bis 16 Kiemenrechen, von denen 4 bis 8 nur rudimentär ausgebildet sind. Die Anzahl der Wirbel liegt bei 26 (10 Rumpf- und 16 Schwanzwirbel oder 11 Rumpf- und 15 Schwanzwirbel).

## Systematik
Die Gattung Acanthistius wurde im Jahr 1864 durch den US-amerikanischen Ichthyologen Theodore Nicholas Gill eingeführt. Im Jahr 1890 ordneten Jordan und Eigenmann Acanthistius in die Unterfamilie der Zackenbarsche (Epinephelinae) ein. Anfang der 1980er Jahre wurde die Gattung den Eigentlichen Sägebarschen (Serraninae) zugeordnet und seit 1986 aufgrund morphologischer Merkmale den Fahnenbarschen (Anthiadinae). Acanthistius-Arten besitzen jedoch mehr Hartstrahlen in der Rückenflosse (11–13) als andere Sägebarsche und mehrere Arbeiten über die Systematik verschiedener Barschgruppen ergaben für die Gattung Acanthistius eine Stellung außerhalb der Sägebarsche. Der US-amerikanische Zoologe Henry Weed Fowler hat für die Gattung Acanthistius schon im Jahr 1951 eine eigenständige Unterfamilie eingeführt, die Acanthistiinae. Die Familie Acanthistiidae wurde in zwei 2022/23 erschienenen Publikationen als valide Familie anerkannt.

## Arten
Die Gattung Acanthistius zählt gegenwärtig elf Arten:
- Acanthistius brasilianus (Cuvier in Cuvier & Valenciennes, 1828)
- Acanthistius cinctus (Günther, 1859)
- Acanthistius fuscus Regan, 1913
- Acanthistius joanae Heemstra, 2010
- Acanthistius ocellatus (Günther, 1859)
- Acanthistius pardalotus Hutchins, 1981
- Acanthistius patachonicus (Jenyns, 1840)
- Acanthistius paxtoni Hutchins & Kuiter, 1982
- Acanthistius pictus (Tschudi, 1846)
- Acanthistius sebastoides (Castelnau, 1861)
- Acanthistius serratus (Cuvier in Cuvier & Valenciennes, 1828), Typusart

## Belege
1. ↑  Acanthistius joanae auf Fishbase.org (englisch)
2. ↑  Acanthistius brasilianus auf Fishbase.org (englisch)
3. ↑  Margaret M. Smith, Phillip C. Heemstra: Smiths’ Sea Fishes. Southern Book Publishers, 1999, ISBN 978-3642828607, Seite 510.
4. ↑  Phillip C. Heemstra, 2010. Taxonomic review of the perciform fish genus Acanthistius from the east coast of southern Africa, with description of a new species and designation of a neotype for Serranus sebastoides Castelnau, 1861. Zootaxa (2352):59-68 · Februar 2010, DOI: 10.11646/zootaxa.2352.1.4
5. ↑  Matthew Thomas Craig, Philip Hastings: A molecular phylogeny of the groupers of the subfamily Epinephelinae (Serranidae) with a revised classification of the Epinephelini. Ichthyological Research 54(1):1-17 · Februar 2007, DOI: 10.1007/s10228-006-0367-x
6. ↑  Thomas J. Near, Alex Dornburg, Kristen L. Kuhn, Joseph T. Eastman, Jillian N. Pennington, Tomaso Patarnello, Lorenzo Zane, Daniel A. Fernández & Christopher D. Jones: Ancient climate change, antifreeze, and the evolutionary diversification of Antarctic fishes. PNAS, Februar 28, 2012, vol. 109 no. 9, doi:10.1073/pnas.1115169109
7. ↑  Thomas J. Near, A. Dornburg, R.I. Eytan, B.P. Keck, W.L. Smith, K.L. Kuhn, J.A. Moore, S.A. Price, F.T. Burbrink, M. Friedman & P.C. Wainwright. 2013. Phylogeny and tempo of diversification in the superradiation of spiny-rayed fishes. Proceedings of the National Academy of Sciences of the United States of America. 101:12738-21743. doi:10.1073/pnas.1304661110, PDF
8. ↑  Fowler, H.W. (1951): Analysis of the fishes of Chile. Revista Chilena de Historia Natural (Santiago), 51–53 (1947–1949), 263–326.
9. ↑  Alfredo Carvalho Filho: Fishes: Of The Brazilian Coast. Literare Books, August 2023, ISBN 978-6-559-22660-3
10. ↑  
W. Leo Smith, Michael J. Ghedotti, Omar Domínguez-Domínguez, Caleb D. McMahan, Eduardo Espinoza, Rene P. Martin, Matthew G. Girard u. Matthew P. Davis (2022): Investigations into the ancestry of the Grape-eye Seabass (Hemilutjanus macrophthalmos) reveal novel limits and relationships for the Acropomatiformes (Teleostei: Percomorpha). Neotropical Ichthyology, 20 (3): e210160.20 (03) • doi: 10.1590/1982-0224-2021-0160
11. ↑  Acanthistius auf Fishbase.org (englisch)